# Okres Csorna
Okres Csorna (maďarsky Csornai járás) je okres v severním Maďarsku v župě Győr-Moson-Sopron. Jeho správním centrem je město Csorna.

## Sídla
Po teritoriální reorganizaci v roce 2014 se v okresu Csorna nachází jedno město (Csorna), dvě velké obce (Bősárkány a Szany) a 30 obcí.
| - Acsalag - Bágyogszovát - Barbacs - Bodonhely - Bogyoszló - Bősárkány - Cakóháza - Csorna - Dör - Egyed - Farád | - Jobaháza - Kóny - Maglóca - Magyarkeresztúr - Markotabödöge - Páli - Pásztori - Potyond - Rábacsanak - Rábapordány - Rábasebes | - Rábaszentandrás - Rábatamási - Rábcakapi - Sobor - Sopronnémeti - Szany - Szil - Szilsárkány - Tárnokréti - Vág - Zsebeháza |